# Makiidi
Makiidi ist ein Verwaltungsbezirk (Ward) des Distrikts Rombo in der tansanischen Region Kilimandscharo.

## Geografie
Makiidi liegt im Nordosten von Tansania etwa 25 Kilometer Luftlinie nordöstlich der Regionshauptstadt Moshi am südlichen Abhang des Mawenzi. Der Bezirk hat eine West-Ost-Ausdehnung von knapp 25 Kilometern und eine Breite von weniger als 2 Kilometer. Die Seehöhe steigt von 1200 Meter im Osten auf 2000 Meter im Westen an.
Der Bezirk grenzt im Norden an Kelamfua Mokala, im Südosten an Shimbi Kwandele, im Süden an Shimbi und im Westen an Uru Mashariki des Distrikts Moshi. Bei der Volkszählung 2022 lebten 8735 Menschen in 2264 Haushalten auf einer Fläche von 20,7 Quadratkilometern.

## Gliederung
Der Bezirk besteht aus zwei Gemeinden (Mtaa) mit sieben Orten (Kitongoji):
| Makiidi - Kirya A - Kirya B - Shidere - Mharu | Maharo - Kwamboko - Mrimasha - Maweni |

## Wirtschaft und Infrastruktur
- Bildung: Die Makiidi Secondary School ist eine staatliche weiterführende Schule für Mädchen und Burschen mit einer Ausbildung bis zur 4. Stufe.[7]
- Gesundheit: Im Bezirk liegt die Mkuu R/C Dispensary, eine von der katholischen Kirche betriebene Apotheke.[8]
- Touristik: Die Marangu-Route auf den Kilimandscharo führt durch Makiidi.[9]